# Dorysthetus fulgidus
Dorysthetus fulgidus är en skalbaggsart som beskrevs av Waterhouse 1881. Dorysthetus fulgidus ingår i släktet Dorysthetus och familjen Rutelidae. Utöver nominatformen finns också underarten D. f. neblinensis.